# Mateusz Przybylko
Mateusz Przybylko (* 9. März 1992 in Bielefeld) ist ein deutscher Leichtathlet, der sich auf den Hochsprung spezialisiert hat. 2018 wurde er Europameister.

## Leben
Przybylko ist der älteste Sohn des ehemaligen polnischen Fußballspielers und gelernten Tischlermeisters Mariusz Przybyłko sowie der ehemaligen polnischen Leichtathletin Wioletta Przybyłko. Sein Bruder Jakub Przybyłko spielt für den SC Bielefeld 04/26. Sein Bruder Kacper Przybylko war ebenfalls Hochspringer, entschied sich dann für eine Karriere als Fußballprofi und spielt derzeit in der amerikanischen MLS für Philadelphia Union. Mateusz wollte nie Fußball spielen, sondern versuchte sich als kleiner Junge im Schlagball, am Speerwurf und im Hürdenlauf, blieb jedoch am Hochsprung hängen. Er wuchs mit seiner Familie in Bielefeld auf.

## Sportliche Karriere
Meistertitel errang Przybylko 2009 bei der Deutschen U18-Meisterschaften, 2010 bei den U20 in der Halle und im Freien, 2011 bei den Deutschen U20-Meisterschaften und jährlich von 2010 bis 2013 bei den Deutschen U23-Meisterschaften.
2013 wurde er Deutscher Vizehallenmeister und errang bei den Deutschen Meisterschaften den dritten Platz. 2014 holte er sich erneut die Vizemeisterschaft bei den Deutschen Hallenmeisterschaften. 2015 wurde Przybylko Deutscher Hallenmeister. Bei den Halleneuropameisterschaften in Prag und bei den Weltmeisterschaften in Peking schied er jeweils in der Qualifikation aus. 2016 siegte er erneut bei den Deutschen Hallenmeisterschaften und nahm an den Olympischen Spielen in Rio de Janeiro teil, konnte sich dort jedoch nicht für das Finale qualifizieren.
2017 wurde Przybylko Deutscher Meister sowohl in der Halle als auch im Freien. Bei den Halleneuropameisterschaften in Belgrad belegte er den siebten Platz. Die Norm für die Weltmeisterschaften in London erfüllte er mit persönlicher Bestleistung von 2,35 Metern bei der NRW-Gala am 25. Juni in Bottrop. Bei den Weltmeisterschaften übersprang er zunächst die geforderte Qualifikationshöhe für das Finale von 2,31 Metern. Im Wettkampf erreichte er diese Höhe jedoch nicht nochmals und errang mit einer übersprungenen Höhe von 2,29 Metern den fünften Platz.

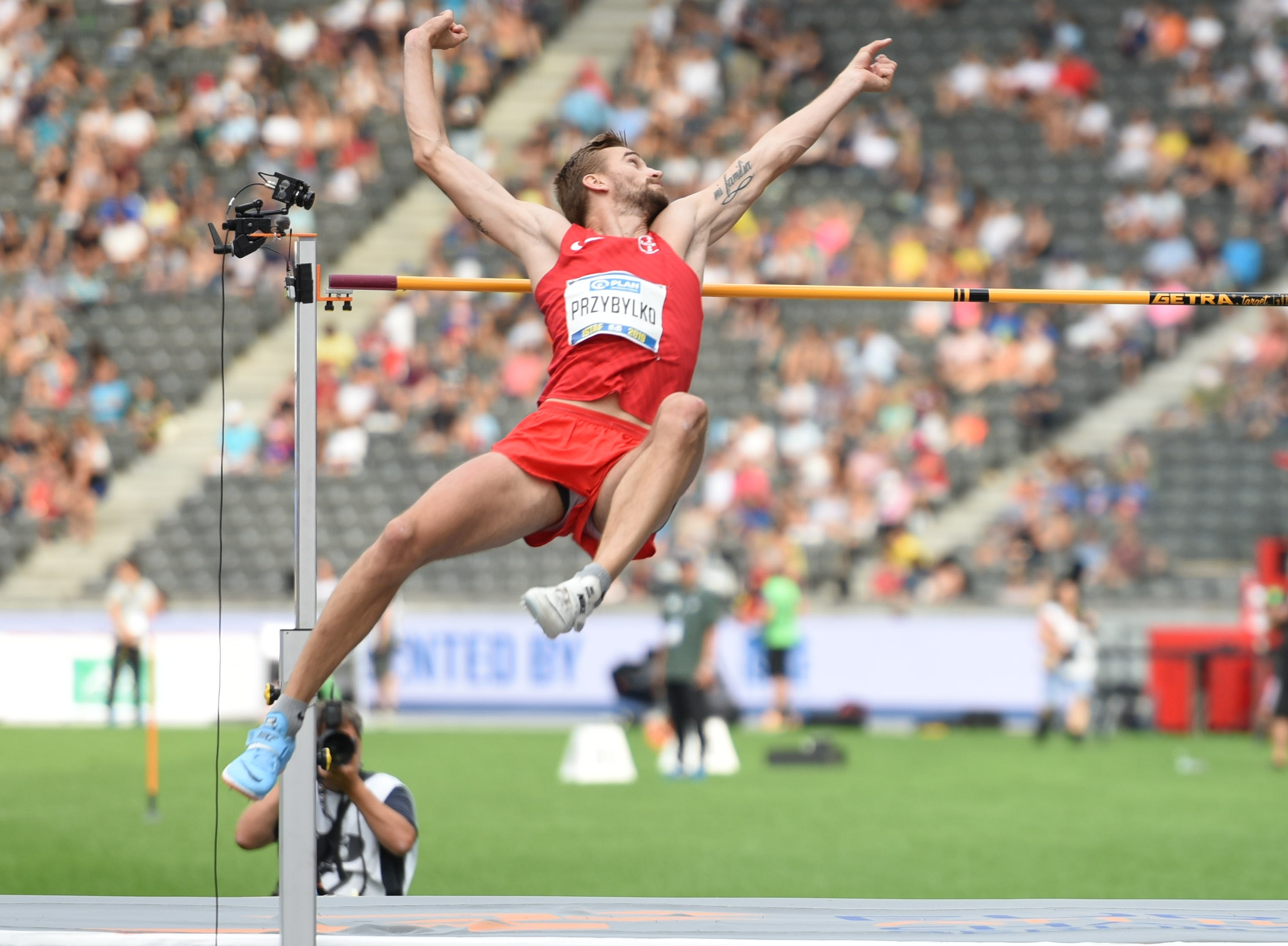
Przybylko 2019 beim ISTAF Berlin

2018 konnte Przybylko bei den Deutschen Hallenmeisterschaften in Dortmund seinen vierten Meistertitel in Folge feiern und steigerte dort seine Hallenbestleistung um einen Zentimeter auf 2,30 Meter. Am 1. März holte er in Birmingham mit 2,29 m bei den Hallenweltmeisterschaften Bronze. Am 11. August gewann er im Berliner Olympiastadion mit 2,35 m den Titel bei den Europameisterschaften. Przybylko übersprang alle Höhen im ersten Versuch.
Bei den Europameisterschaften 2024 in Rom musste er verletzungsbedingt bereits bei der zweiten Höhe auf Platz zwölf aufgeben.

## Vereinszugehörigkeiten
Mateusz Przybylko startet seit September 2009 für den TSV Bayer 04 Leverkusen und zuvor für die LG Bielefeld.

## Persönliche Bestleistungen
- Hochsprung: 2,35 m, 25. Juni 2017, Bottrop und 11. August 2018, Berlin
  - Halle: 2,30 m, 18. Februar 2018, Dortmund